# Nuha al-Radi
Nuha al-Radi (27 de Janeiro de 1941, Bagdá, Iraque - 31 de Agosto de 2004, Beirute, Líbano) foi uma escritora, pintora e escultora iraquiana.

## Biografia
Filha de um embaixador, passou grande parte da sua infância na Índia.
Quando a monarquia foi deposta no Iraque em 1958, a família regressou a Bagdá. Entretanto, Nuha Al-Radi foi estudar para Inglaterra. Dividiu os estudos entre a Escola de Arte de Byamshaw e uma escola de cerâmica em Inglaterra no bairro londrino de Chelsea.
Quando o partido Baas de Saddam Hussein tomou o poder no Iraque em 1969, acompanhou a família numa mudança para o Líbano. Aos vinte anos tornou-se professora na Universidade da Americana de Beirute, no Líbano, cargo que desempenhou durante dois anos. Entre 1971 e 1975 concebeu relevos em cerâmica para paredes, tendo trabalhado para instituições governamentais e para o sector privado.
Em 1975 regressou ao Iraque, depois do eclodir da guerra civil no Líbano, e a custo continuou a sua vida de artista
Em 1990 desistiu da arte cerâmica e dedicou-se à pintura, gravura e escultura, feitas a partir de objectos por ela encontrados.
Em 1995 foi viver como exilada para Beirute por vontade própria, por considerar que era impossível sobreviver como artista no Iraque devido ao embargo económico imposto pelas Nações Unidas. Nomeadamente, um dos produtos proibidos pelo embargo era as aguarelas.
Em 1998 escreveu e editou o livro Diários de Bagdá, um testemunho da vida quotidiana no Iraque durante os anos da primeira Guerra do Golfo e sob o efeito do embargo internacional. Nuha Al-Radi era uma forte opositora do embargo económico ao Iraque, medida que considerava responsável pela morte de um milhão e meio de pessoas durante a década de 1990. A artista aproveitava as suas exposições para alertar para esta situação. Na obra, que foi proibida no Iraque, fazia bastantes críticas ao presidente Saddam Hussein, recorrendo ao humor e à ironia. O livro foi actualizado várias vezes pela autora, nomeadamente depois desta regressar ao Iraque em 2003, após a queda do regime de Saddam Hussein. Al-Radi mostrou-se muito desiludida com a desolação no Iraque ocupado e algumas das cartas que trocava, por via electrónica, com a escritora sérvia Jasmina Tesanovic sobre o assunto foram publicadas na revista inglesa Granta. Al-Radi mostrou uma grande preocupação pelos efeitos pós-guerra nos territórios afectados, nomeadamente a nível de saúde por causa da utilização de urânio empobrecido nas munições.
Morreu vítima de leucemia, com 63 anos, pouco antes de se dirigir a um encontro cultural em Barcelona, onde iria conhecer pessoalmente Jasmina Tesanovic.